# ウィリアム・ウォーブリック
ウィリアム・ウォーブリック（William Warbrick、1998年3月6日 - ）は、ニュージーランドのラグビー選手。

## プロフィール
- ニュージーランド・カウェラウ出身[1]。
- ポジションはウィング(WTB)。
- 身長 194cm、体重 98kg

## 略歴
2021年、東京五輪の7人制ニュージーランド代表に選ばれて銀メダル獲得。